# Ptychotricos elongata
Ptychotricos elongata är en fjärilsart som beskrevs av William Schaus 1905. Ptychotricos elongata ingår i släktet Ptychotricos och familjen björnspinnare. Inga underarter finns listade.